# (2601) Bologna
(2601) Bologna – planetoida z grupy pasa głównego asteroid okrążająca Słońce w ciągu 5 lat i 194 dni w średniej odległości 3,13 au. Została odkryta 8 grudnia 1980 roku w Osservatorio San Vittore w Bolonii. Nazwa planetoidy pochodzi od miasta Bolonia we Włoszach gdzie została odkryta. Przed nadaniem nazwy planetoida nosiła oznaczenie tymczasowe (2601) 1980 XA.